# Монпельє
Монпельє́ (фр. Montpellier) — місто та муніципалітет на півдні Франції, адміністративний центр департаменту Еро. Місто розміщене на узбережжі Середземного моря. Населення — 264 538 осіб (2011). Разом з передмістями населення становило близько 600 000 осіб.
Муніципалітет розташований на відстані близько 600 км на південь від Парижа.

## Історія
Монпельє — одне з небагатьох великих французьких міст, що виникли не в античні часи, а в Середні віки. Перша писемна згадка про Монпельє має точну дату — 26 листопада 986 року. Цим днем датована грамота графа Бернара де Мельгея, який подарував своєму вірному васалові лицареві Гійому землі між Доміцієвою дорогою та річкою Лез. Його спадкоємці збудували укріплене поселення з замком і каплицею, яке пізніше стало містом Монпельє.
Завдяки зручному розташуванню на шляху з Каталонії до Італії, поряд з портом Латтара (сьогодні — за 5 км від Монпельє), місто швидко набуло економічного та культурного значення, залучаючи купців, золотих і срібних справ майстрів, сукновалів. Місто стало центром торгівлі між північчю Європи, Іспанією і середземноморським басейном.
Монпельє підпорядковувалося єпископам Магелонну. 1103 року Гійом V поступився фінансовими феодальними правами міській комуні. Династія Гійомідів, заснована Гійомом I, згасла після смерті Гійома VIII 9 листопада 1202 року. У нього залишилася єдина законна дочка, Марія де Монпельє (пом. 1213), яка була дружиною короля Арагона Педро II. Вона ще в 1197 відреклася від прав на Монпельє на користь незаконного сина померлого Гійома VIII, Гійома IX (пом. після 1212). Але населення Монпельє повстало проти молодого правителя і 15 червня 1204 року Марія вступила в права спадкоємиці. Педро і Марія надали жителям Монпельє пільги і свободи, яких ті домагалися. Монпельє здобуло міські права та право щорічно призначати 12 міських радників. Їхній син, Хайме І Завойовник, що народився в Монпельє, тримав у Монпельє блискучий двір.
1220 року легат папи римського Гонорія III Конрад заснував медичну школу. Вже в кінці 13 століття престиж школи був надзвичайно високий. 1289 року медична школа Монпельє одержала від папи Миколая IV статус університету. Університет Монпельє зазнав також впливу юдейської, мусульманської та християнської культур. Представники всіх цих трьох культур мали можливість тут студіювати.
У складі васального Майорканського королівства, Монпельє перебувало від 1262 року до 1344 року, коли король Арагону Педро IV захопив Майоркське королівство і приєднав його до Арагону. Король Майорки Хайме III зберіг тільки свої французькі володіння, у тому числі і Монпельє. Але в 1349 року він продав і їх королю Франції Філіппу VI Валуа, аби набрати армію, з якою він вдерся на Майорку. 25 жовтня 1349 року в битві при Льюкмайорі Хайме був розбитий і загинув, а його малолітні діти, Хайме IV (1337—1375) та Ізабелла (1337—1403), були відвезені в полон до Барселони. Майоркське королівство остаточно увійшло до складу Арагону, а Монпельє, було приєднано до домену короля Франції.
Місто в той час було другим за значенням після Парижа. Проте в другій половині 14 століття місто втратило більше третини населення внаслідок епідемій чуми. На початку 14 століття місто зазнало економічного розквіту завдяки сусідньому порту Латтара та купецькому талантові Жака Кера (Jacques Cœur), який фінансував французького короля Карла VII. У час економічної могутності медичний факультет заснував сад рослин (1593 Jardin des Plantes), найстаріший ботанічний сад Франції, який існує й досі. На місці монастиря Святого Бенуа (засноване в 1364 році) було споруджено Собор Святого Петра. У 16 столітті дедалі більшого впливу набули в місті гугеноти, оскільки внаслідок релігійних воєн французькі гугеноти переселилися на південь країни. Завдяки Нантському едикту місто після 36 воєнних років з 1598 року мало 20 років мирного життя.
Та у 1622 році всупереч Нантському едикту Людовик XIII пішов війною на гугенотів і два місяці тримав місто в облозі. Врешті 21 жовтня 1622 року було підписано Монпельєський мирний договір, за яким король Франції зобов'язувався визнавати Нантський едикт. Однак у 1685 році Едикт Фонтенбло скасував Нантський едикт і католицизм стає єдиною офіційною релігією Франції. 1693 року в Монпельє на честь перемоги Людовика XIV над гугенотами споруджено тріумфальну арку Porte du Peyrou.
Індустріалізація 19 століття перетворила Монпельє на важливий промисловий центр.
У 70-х роках 20-го століття місто зазнало бурхливого демографічного росту завдяки алжирським переселенцям («Pieds-noirs»). У 1977 році мером міста став соціаліст Жорж Фреш. Він почав свою діяльність з будівництва в середмісті кварталу «Антігона» з квартирами для малозабезпечених. За його керівництва з провінційного міста Монпельє перетворилося на важливу південнофранцузьку метрополію. Тут створили Інтернаціональний оркестр, Центр сучасного танцю, Конгресцентр Корум, нові ярмаркові павільйони, проводили великі міжнародні фестивалі.

## Транспорт
Монпельє має залізничне сполучення з іншими містами Франції. Головна залізнична станція — St Roch; тут зупиняються швидкісні поїзди TGV.
Аеропорт Montpellier — Méditerranée розташований на південний схід від Монпельє, в районі Fréjorgues міста Mauguio.
Міський транспорт Монпельє обслуговується компанією TaM (фр. Transports de l'agglomération de Montpellier). До мережі міського транспорту входять автобусні маршрути та чотири трамвайні лінії. Трамваї кожної лінії розфарбовані в окремий колір: синій, жовтогарячий, жовтий та коричневий.
Також у 2007 році була відкрита мережа прокату велосипедів Vélomagg, що охоплює в цей час 1600 велосипедів і 50 станцій.

## Демографія
Динаміка населення (INSEE ):
Розподіл населення за віком та статтю (2006):
| Стать | Всього  | До 15 років | 15-24  | 25-44  | 45-64  | 65-85  | Понад 85 |
| --- | ------- | ----------- | ------ | ------ | ------ | ------ | -------- |
| Чоловіки | 117 019 | 20 280      | 26 274 | 36 008 | 21 430 | 11 630 | 1397     |
| Жінки | 134 614 | 18 634      | 31 086 | 37 197 | 26 982 | 17 304 | 3411     |
| \| Статево-вікова піраміда \| Статево-вікова піраміда \| Статево-вікова піраміда \| \| ----------------------- \| ----------------------- \| ----------------------- \| \| Чоловіки \| Вік \| Жінки \| \| 1397 \| 85 + \| 3411 \| \| 2080 \| 80-84 \| 3957 \| \| 2729 \| 75-79 \| 4557 \| \| 3301 \| 70-74 \| 4427 \| \| 3520 \| 65-69 \| 4363 \| \| 4188 \| 60-64 \| 5389 \| \| 5508 \| 55-59 \| 6902 \| \| 5799 \| 50-54 \| 7319 \| \| 5935 \| 45-49 \| 7372 \| \| 6438 \| 40-44 \| 7426 \| \| 7757 \| 35-39 \| 7794 \| \| 9778 \| 30-34 \| 9504 \| \| 12 035 \| 25-29 \| 12 473 \| \| 16 363 \| 20-24 \| 20 303 \| \| 9911 \| 15-20 \| 10 783 \| \| 6283 \| 10-14 \| 5901 \| \| 6502 \| 5-9 \| 6084 \| \| 7495 \| 0-4 \| 6649 \| |         |             |        |        |        |        |          |
| Статево-вікова піраміда |         |             |        |        |        |        |          |
| Чоловіки | Вік     | Жінки       |        |        |        |        |          |
| 1397 | 85 +    | 3411        |        |        |        |        |          |
| 2080 | 80-84   | 3957        |        |        |        |        |          |
| 2729 | 75-79   | 4557        |        |        |        |        |          |
| 3301 | 70-74   | 4427        |        |        |        |        |          |
| 3520 | 65-69   | 4363        |        |        |        |        |          |
| 4188 | 60-64   | 5389        |        |        |        |        |          |
| 5508 | 55-59   | 6902        |        |        |        |        |          |
| 5799 | 50-54   | 7319        |        |        |        |        |          |
| 5935 | 45-49   | 7372        |        |        |        |        |          |
| 6438 | 40-44   | 7426        |        |        |        |        |          |
| 7757 | 35-39   | 7794        |        |        |        |        |          |
| 9778 | 30-34   | 9504        |        |        |        |        |          |
| 12 035 | 25-29   | 12 473      |        |        |        |        |          |
| 16 363 | 20-24   | 20 303      |        |        |        |        |          |
| 9911 | 15-20   | 10 783      |        |        |        |        |          |
| 6283 | 10-14   | 5901        |        |        |        |        |          |
| 6502 | 5-9     | 6084        |        |        |        |        |          |
| 7495 | 0-4     | 6649        |        |        |        |        |          |

## Економіка
2010 року серед 182 984 осіб працездатного віку (15—64 років) 116 437 були активними, 66 547 — неактивними (показник активності 63,6%, у 1999 році було 58,9%). З 116 437 активних мешканців працювало 94 000 осіб (47 324 чоловіки та 46 676 жінок), безробітними було 22 437 (11 315 чоловіків та 11 122 жінки). Серед 66 547 неактивних 39 068 осіб було учнями чи студентами, 8992 — пенсіонерами, 18487 були неактивними з інших причин.

У 2010 році в муніципалітеті числилось 112411 оподаткованих домогосподарств, у яких проживали 229398,0 особи, медіана доходів виносила 16 014 євро на одного особоспоживача

## Уродженці
- Роже Рольйон (*1909 — †1978) — французький футболіст, захисник, згодом — футбольний тренер.

- П'єр Аллеман (*1882 — †1956) — французький футболіст, захисник.

- Рене Жерар (*1914 — †1987) — французький футболіст, півзахисник.

## Міста-побратими
- США, Луісвілл, з 1955;
- Німеччина, Хайдельберг, з 1961;
- Іспанія, Барселона, з 1963;
- Китай, Ченду, з 1981;
- Ізраїль, Тверія, з 1983;
- Фес, Марокко, з 2003;
- Алжир, Тлемсен, з 2009;
- Індія, Джайпур, з 2009;
- Бразилія, Ріо-де-Жанейро, з 2011;
- Палестина, Вифлеєм, з 2012.

## Уродженці міста
- Жан Фредерік Базиль (1841—1870) — французький художник.
- Антуан-Жером Балар (1802—1876) — французький хімік.
- Себастьян Бурдон (1616—1671) — французький художник.
- Ремі Ґаяр (* 1975) — французький комік.
- Жан-Люк Дегане (1940—2014) — бельгійський політик.
- Анрі Жуає (* 1945) — французький хірург та громадський діяч.
- П'єр Маньоль (1638—1715) — французький ботанік.
- Юніс Абдельхамід (*1987) — марокканський футболіст, захисник.